# Autoportrait à l'âge de 13 ans
Autoportrait à l'âge de 13 ans est un dessin de l'artiste de la Renaissance allemande Albrecht Dürer réalisé en 1484, aujourd'hui conservé à l'Albertina à Vienne (Autriche).

## Histoire
Cet autoportrait, est la plus ancienne œuvre conservée d'Albrecht Dürer. Fils d'une époque qui connait l'explosion du portrait individuel, l'artiste commence très tôt à se préoccuper de la figure humaine, et notamment de la sienne.
En 1484, âgé d'à peine treize ans, Dürer se représente lui-même à l'aide d'un miroir, comme il l'écrit sur le dessin à la pointe d'argent : « Dz hab Ich aws eim spigell nach mir selbs kunterfet Im 1484 Jar Do ich noch ein kint wad. Abricht Dürir ».

## Description
Dürer se représente en buste, de trois-quarts, à la flamande.

## Analyse
Dürer imite ici l'autoportrait de son père (Albertina, 1486), Albrecht Dürer l'Ancien, lui-même peintre et dessinateur, mais aussi son maître Michael Wolgemut.
Les détails réalistes, l'intérêt pour le rendu des matières, les précisions de la physionomie trouvent leur origine dans certains exemples flamands que son père et son maître avaient pu admirer.
Il s'agit de sa première œuvre connue et de l'un des plus anciens autoportraits conservés de l'art européen[réf. nécessaire].

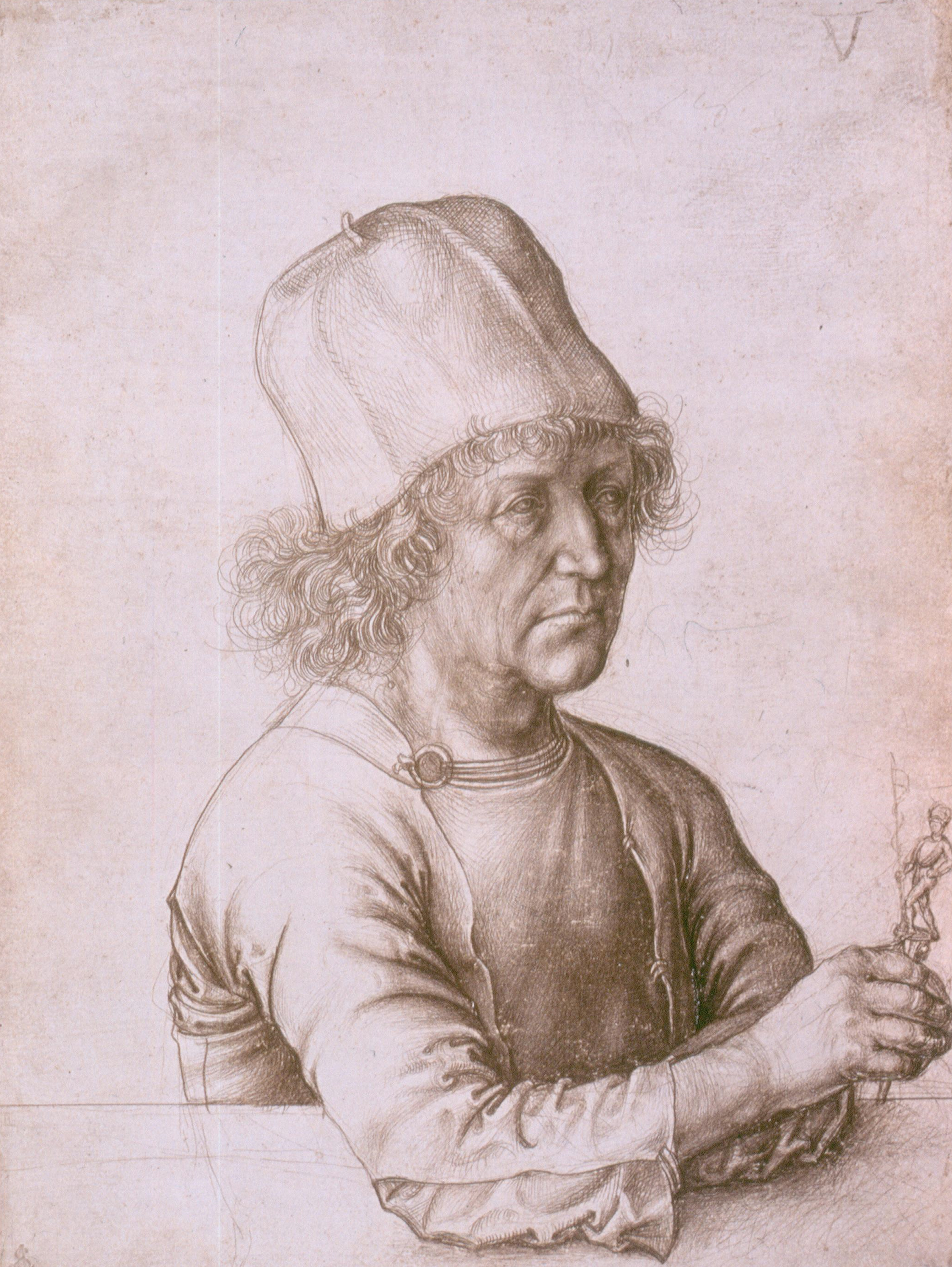
Albrecht Dürer l'Ancien, Autoportrait, 1486.